# 수원 창성사지
수원 창성사지(水原 彰聖寺址)는 대한민국 경기도 수원시 장안구 상광교동에 있는 유적이다. 1986년 4월 8일 수원시의 향토유적 제4호 '창성사지'로 지정되었다가, 2017년 5월 29일 경기도의 기념물 제225호 '수원 창성사지'로 승격되었다.

## 현지 안내문
광교산 비로봉 서쪽 계곡에 있다. 이곳에서 발견된 진각국사 탑비에 ‘1382년(고려우왕 8) 국사(國師) 천희(千熙, 1307~1382)가 이 절에서 입적했다’는 내용을 통해 국가적으로도 위계가 높았던 사찰이었음을 알 수 있다. 절터에는 건물기단과 주춧돌, 옥개석, 기와조각, 석축 등이 남아있었다.
발굴조사 결과 이곳에서 나말여초, 고려시대, 14-17세기, 18세기 후반의 문화층이 확인되었고, 관련 유물이 출토되었다. 기록과 출토유물을 통해 볼 때 창성사는 고려시대에 창건되었고 17세기경까지 법등을 이어오다가 18세기 후반에 중수되었으며 19세기에 폐사된 것으로 추정된다.
창성사지 내에 있었던 보물 제14호 창성사 진각국사탑비는 보호 관리를 위하여 1965년에 수원 화성 내 방화수류정 근처로 이전되었다.
창성사는 발굴조사를 통해 건물지와 탑비 터 등이 확인되었지만 조사된 유적의 규모와 성격으로 볼 때 현재의 사지는 일부일 가능성이 있으며 원래의 사역은 훨씬 광범위했을 것으로 추정된다. 창성사는 고려시대 사찰로서 건축사적으로 매우 중요한 가치를 갖는 유적이다

## 발굴 조사
수원시는 한신대박물관과 함께 2014년부터 2016년까지 창성사지 발굴조사를 했고, 2016년 12월 수원화성박물관에서 '고고학과 문헌을 통해 본 수원 창성사지의 역사적 가치'를 주제로 학술대회를 개최했다.
연구원들은 고려말 진각국사 천희의 탑비가 있었던 터를 확인했고, 중심 건물과 부속 건물터, 고급 청자와 백자 등 많은 유물을 발굴했다. 창성사지가 있는 광교산 일대에 대한 광역 지표 조사를 진행해 미학사지, 상광교동 사지 등 건물터와 유물 산포지 등 19곳의 불교 유적을 새롭게 확인하는 성과를 거뒀다.
학술대회에서 '수원 창성사지 발굴조사 성과와 의의'를 공동발표한 이형원 학예연구사와 강정식 연구원은 "문헌, 고지도, 비문 등을 분석해보면 창성사는 원주 법천사, 용인 서봉사, 여주 신륵사 등과 함께 조선 태종 7년(1407년)에 전국 88개 자복사로 선정됐을 정도로 규모가 컸고, 위상도 높았다"라고 밝혔다.

## 지정 사유
고려 말 진각국사 천희의 입적사찰이며 자복사로 선정될 정도의 규모와 높은 위상을 지니고 있다. 발굴된 유구를 통해 볼 때 고려 시기 사찰로 건축적 연구 가치를 보유한 유적으로 문화재적 가치가 크다.

## 같이 보기
- 수원 창성사지 진각국사탑비 - 보물 제14호

## 참고 자료
- 수원 창성사지 - 국가유산청 국가유산포털